# Kota Wakabayashi
Kota Wakabayashi (né le 23 octobre 1997) est un athlète japonais, spécialiste du 400 m.
Il porte son record personnel à 45 s 81 à Osaka en mai 2018. Il remporte le titre du relais 4 x 400 m lors des Championnats d’Asie 2019.